# Коккинос, Дионисиос
Дионисиос Коккинос (Кокинос, греч. Διονύσιος Κόκκινος; 28 декабря 1884, Пиргос, Пелопоннес — 10 или 12 февраля 1967, Афины) — греческий историк, журналист и писатель

. Специалист по новой истории Греции. Действительный член Афинской академии (1950).

## Ранние годы и образование
Коккинос родился в Пиргосе в Элиде, Греция. Его отец, Антониос Коккинос, был агиографом, родившимся в Аморгосе в 1864 году. Его мать, Анжелики Яннопулу, родилась в Агулице (ныне Эпиталион) в семье, которая участвовала в греческой войне за независимость 1821 года. Хотя Коккинос некоторое время изучал медицину в Афинском университете, в итоге он отказался от этого пути в пользу истории, журналистики и литературы. Во время учёбы он издавал социалистическую газету «Меллон» («Будущее»), выражавшую идеи группы вокруг Александроса Папанастасиу. Нёс военную службу во время Балканских войн, свои впечатления от которых изложил год спустя в 4-томнике.

## Карьера
За свою журналистскую карьеру Коккинос сотрудничал в газетах Akropolis, Kathimerini, Patrida, Proteifousa, Hellenic, Proia и Ethnos, исполняя роли хроникера, корреспондента и филолога. Он часто публиковал произведения под различными псевдонимами, в том числе «Маккавей» и «Ариэль».
С октября 1935 по февраль 1954 года руководил Национальной библиотекой Греции. В 1948 году Афинская академия признала его «Национальным отличником литературы и искусства», а в 1950 году он был избран членом Класса литературы Афинской академии. Кроме того, он был членом совета директоров Национального театра, а также Фонда труда актеров.
Коккинос был автором рассказов («Выстрел в голубой воде»), романов, пьес и других художественных произведений, а также театральной и художественной критики. Дебютировал рассказом «Последний», опубликованным в журнале Numas в 1906 году. Другие его сочинения: «Дама с белой лошадью» (1922), «Тайное гнездо» (1924), «Иллигос» (1932), «Кучер Алексис» (1934), «Выстрел в голубой воде» (1935/1945). Литература Коккиноса в основном посвящена жизни афинской буржуазии. Кроме того, Коккинос написал серию театральных диалогов, опубликованных в сборнике 1924 года под названием «Театр жизни». Он также написал оригинальные произведения для театра. Его одноактную пьесу «Пропавший» в 1939 году исполнила труппа Марики Котопули.
В 1960 году он завершил свой фундаментальный труд «Греческая революция» (Η Ελληνική Επανάστασις) в 6 или 12 томах, но пятое и последнее издание вышло только после его смерти. Это крупнейшее исследование о греческой национально-освободительной революции 1821—1829 годов, в котором на основе материалов архивов, рукописных собраний, мемуаров и литературы подробно прослеживается ход восстания во всех местностях страны.